# Friedrich von Pöck
Friedrich von Pöck, né le 19 août 1825 et mort le 25 septembre 1884, est un amiral austro-hongrois et commandant de la marine austro-hongroise. À ce titre, il occupe les postes de Marinekommandant et de chef de la Marinesektion de 1871 jusqu'à sa retraite en 1883. Il avait auparavant commandé le navire de ligne SMS Kaiser (1858) pendant la guerre des Duchés en 1864, bien qu'il n'ait vu aucune action. Pendant la guerre Austro-Prusse, il sert comme adjudant de l'archiduc Albrecht pendant sa campagne pour défendre Venise de l'armée italienne. Il remplace Wilhelm von Tegetthoff, vainqueur populaire de la bataille de Lissa, mort en 1871. Contrairement à son prédécesseur, Pöck n'a pas été en mesure de mettre à profit sa carrière navale sans incident pour obtenir un financement du parlement austro-hongrois souvent hostile, ce qui a entraîné plus d'une décennie de stagnation pour la flotte. Néanmoins, il introduit l'utilisation de navires armés de torpilles et commence à développer des tactiques pour les utiliser. Il envoie également des navires de croisière sur de nombreux voyages à l'étranger, ce qui aide à montrer le drapeau outre-mer. À la fin de 1883, il est atteint d'une dépression nerveuse et est contraint de prendre sa retraite, cédant son poste à Maximilian Daublebsky von Sterneck en novembre. Pöck meurt dix mois plus tard, le 25 septembre 1884. 

## Biographie

### Jeunesse et carrière navale

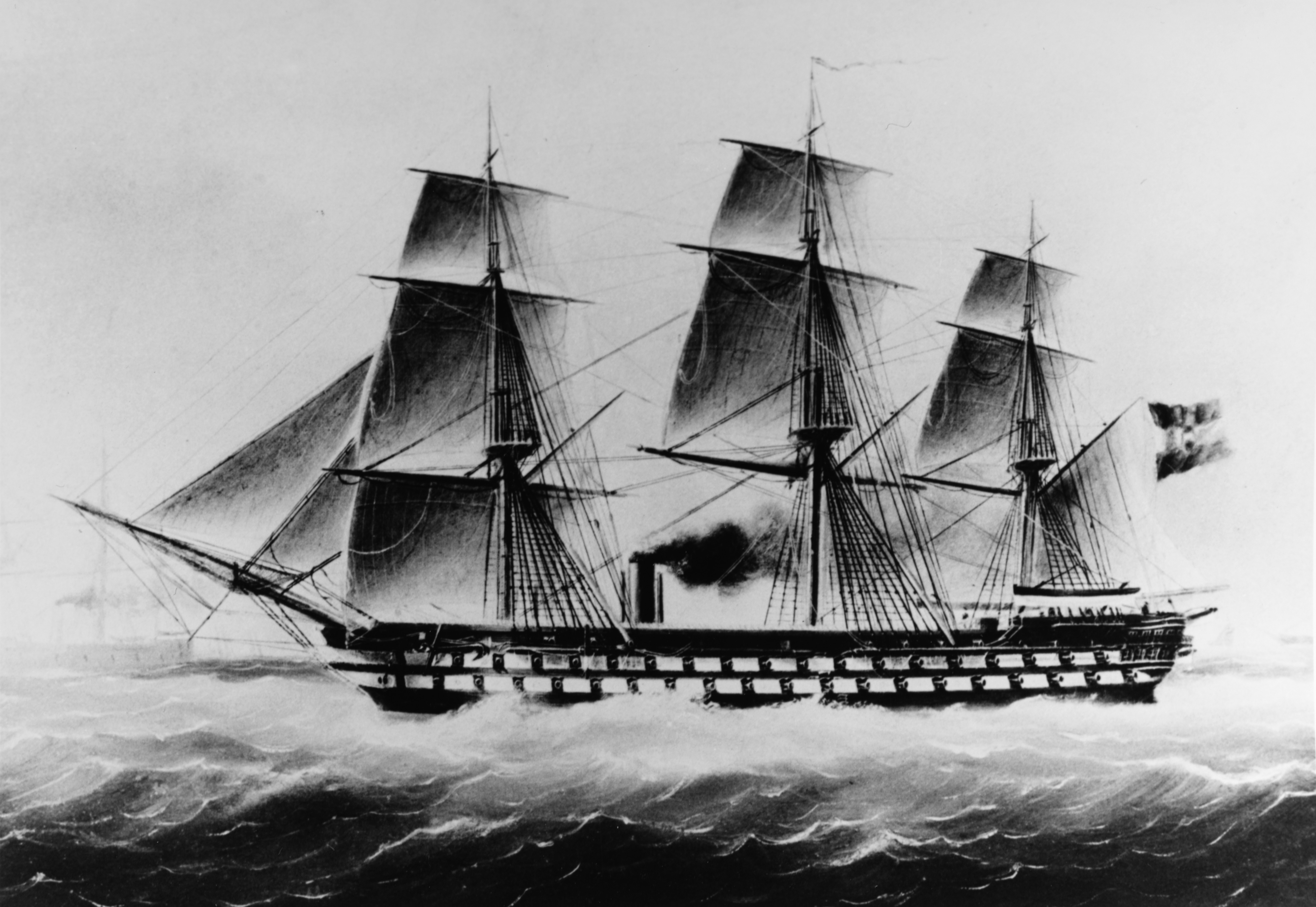
Kaiser, que Pöck commande pendant la guerre des Duchés.

Friedrich von Pöck naît le 19 août 1825 à Szobotist , Komitat Neutra, dans le royaume de Hongrie, qui fait alors partie de l'empire autrichien. Il est le  fils de l'officier de l'armée autrichienne, le colonel Freiherr von Pöck et de son épouse, Marie Freifrau Horeczky von Kraszna-Horka und Koricsan. Pöck étudie à l'ancienne académie navale autrichienne de Venise où il obtient son diplôme en 1843. Après avoir commencé son service dans la flotte, il devient un protégé de l'amiral Bernhard von Wüllerstorf après avoir été son commandant en second lors de leur circumnavigation du globe à bord de la frégate à vapeur SMS Novara à la fin des années 1850.
Pendant la guerre des Duchés en 1864, il commande le navire de ligne Kaiser lors d'un déploiement en mer du Nord, toujours sous Wüllerstorf. 
Après le départ à la retraite de Wüllerstorf, Pöck devient adjudant de l'archiduc Léopold, le nouveau chef de la marine autrichienne. Au cours de cette période, Pöck est promu au grade de contre-amiral. Pendant la guerre de Sept Semaines contre la Prusse et l'Italie, Tegetthoff est placé aux commandes de la flotte de combat. Pöck est affecté à la place comme la liaison navale pour l'archiduc Albrecht en Vénétie. Pöck remplace Tegetthoff en tant que commandant de la flotte après que ce dernier est devenu le chef de la marine, un poste que Pöck occupe jusqu'en janvier 1870. Il est ensuite promu au poste de commandant en second de la Marine, bien qu'il ait succédé à Tegetthoff après sa mort prématurée en avril 1871. Ce rôle remplit deux postes, Pöck étant le commandant de la Marinekommandant et le chef de la Marinesektion. Le contre-amiral Georg von Millosicz prend à son tour le poste de commandant en second de Pöck.

### Marinekommandant
Pöck est en butte à des problèmes budgétaires chroniques, dus en grande partie à l'obstructionnisme des hongrois et des allemands libéraux au parlement, les premiers considérant les questions navales comme une préoccupation autrichienne, et les seconds s'opposant à l'expansion navale compte tenu de la menace réduite de l'Italie dans les années 1870. De plus, comme il n'a pas participé à la victoire de Tegetthoff à la bataille de Lissa en 1866, il n'a pas le prestige personnel pour obtenir le respect du Parlement. Par conséquent, il a beaucoup de difficulté à obtenir le financement de nouveaux navires de guerre à coque en fer pendant son mandat. Il obtient finalement l'approbation pour un nouveau navire, SMS Tegetthoff, en 1875, mais il n'arrive pas à convaincre le Parlement d'allouer des fonds pour un navire jumeau qu'il avait prévu de nommer Erzherzog Karl. En butte à la réticence du Parlement à renforcer davantage la flotte, Pöck a recours à des subterfuges pour obtenir les fonds dont il a besoin. En 1875, il demande une augmentation de budget pour « reconstruire » les trois side-classes Kaiser Max. En fait, Pöck vend les vieux navires à la ferraille, ne réutilisant que les machines, les plaques de blindage et autres accessoires dans trois nouveaux navires, qui reçoivent les mêmes noms pour masquer le tour de passe-passe de Pöck.
Pendant toute cette période, le budget annuel de la flotte continue de diminuer, passant de 9,5 millions de florins en 1878 à 8 millions en 1880. Pöck continue à insister pour un autre nouveau navire à coque en fer, mais en 1880 ses efforts ne sont que symboliques : dans ses prévisions budgétaires proposées pour l'année, il inclut le navire, mais n'a pas réellement alloué de fonds pour lui. Incapable d'augmenter la force de la flotte blindée, Pöck se tourne vers des moyens moins coûteux pour défendre le littoral austro-hongrois, y compris le développement des mines marines et des torpilles automotrices. Il commande le premier torpilleur, Torpedoboot I, de Grande-Bretagne en 1875, suivi de cinq autres de Grande-Bretagne et par la suite de quatre autres de chantiers navals nationaux. À la fin des années 1870 et au début des années 1880, il commande également les quatre croiseurs torpilleurs SMS Zara (en), SMS Spalato (en), SMS Sebenico (en) et le SMS Lussin (en).

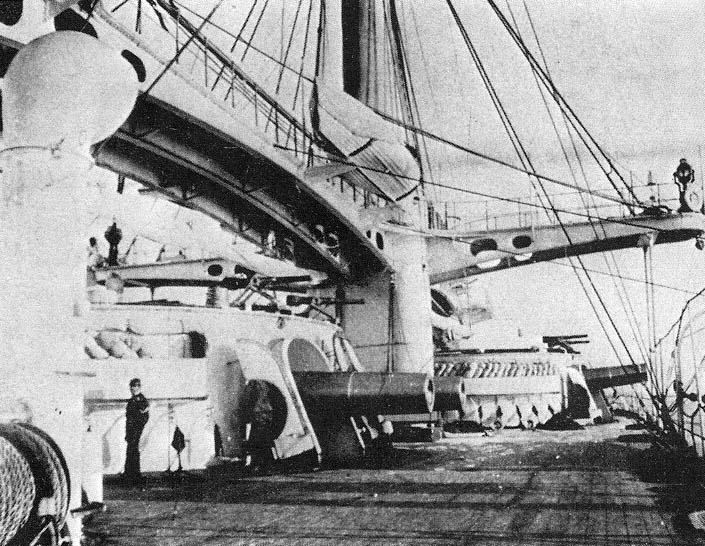
The two Caio Duilio-class ships carried four massive 17.7 in guns, which caused a naval scare Pöck unsuccessfully tried to leverage for a stronger fleet

La mise en service en 1880 des très puissants navires en coque en fer italiens de la classe Caio Duilio provoque une frayeur navale en Autriche-Hongrie, ce qui pousse l'empereur François-Joseph Ier à ordonner une commission mixte armée-marine pour examiner ce problème. Pöck fait valoir que la flotte devrait rechercher la parité avec la flotte italienne, qui prévoit de construire une flotte de seize cuirassés d'ici 1888. L'archiduc Albrecht, alors inspecteur général de l'armée, soutient que la parité est impossible et que la marine devrait plutôt se concentrer sur les armes et tactiques défensives. En réponse, Pöck formule un nouveau plan de flotte en 1881 qui vise simplement à maintenir le nombre de blindés en service, en remplaçant seulement les quatre plus anciens par 1888. Deux seraient remplacés par de nouveaux navires, et les deux autres seraient « reconstruits » comme le Kaiser Maxes une décennie plus tôt. Le plan est accepté par le Parlement, mais son achèvement est reporté à 1892, ce qui ramènerait les dépenses annuelles de 2,15 millions de florins à 1,7 million de florins.
Le coup le plus dur pour Pöck est porté en 1882, avec la signature de la Triple Alliance avec l'Allemagne et l'Italie, qui supprime la menace d'une flotte italienne hostile dans l'Adriatique. Par la suite, le financement des nouveaux navires de guerre autorisés dans le cadre du programme de 1881 a été constamment réduit dans les budgets annuels. Cela a retardé la construction d'un remplaçant du SMS Salamander (en) et la « reconstruction » du SMS Habsburg (1865) (en), qui n'a finalement jamais eu lieu.
Pour lutter contre la baisse du moral face à la stagnation quantitative de la flotte blindée, Pöck augmente le nombre de navires envoyés à l'étranger. Des navires de croisière non blindés sont envoyés dans les ports du monde entier pour représenter l'Autriche-Hongrie dans les années 1870 et 1880. Il envoie également des navires pour mener des explorations scientifiques dans l'océan Arctique en 1872-1874 et 1882-1883. Ces croisières permettent aux navires de guerre austro-hongrois de passer plus de temps à l'étranger que le reste de l'histoire de la marine combinée. Il commence également à expérimenter avec les nouveaux torpilleurs et à développer des tactiques pour les utiliser au combat. En septembre 1882, Pöck effectue d'importantes manœuvres pour tester les méthodes permettant d'approcher les petites embarcations suffisamment près pour attaquer les grands et plus puissants cuirassés en fer. François-Joseph, impressionné par les exercices, promeut Pöck amiral à part entière.
Épuisé par plus d'une décennie de service en tant Marinekommandant et aux prises avec le parlement, Pöck souffre d'une dépression nerveuse au début de novembre 1883. Il reçoit l'ordre de démissionner et son poste est occupé par l'amiral Maximilian Daublebsky von Sterneck le 13 novembre. Pöck meurt dix mois plus tard, le 25 septembre 1884 à Feldhof près de Graz. Les efforts de Pöck finissent par porter leurs fruits, mais il ne vit pas assez longtemps pour le voir. Le Ersatz Salamander (Salamander de remplacement) est finalement posé en janvier 1884 et mis en service en septembre 1889 sous le nom de SMS Kronprinz Erzherzog Rudolf, et Sterneck utilise la tactique du subterfuge budgétaire de Pöck pour acquérir un nouveau navire en coque en fer, SMS Kronprinzessin Erzherzogin Stephanie, en lui affectant des fonds que Pöck avait obtenus pour reconstruire le SMS Erzherzog Ferdinand Max (1865) (en) pour construire ce nouveau navire.